# Пидра (Пейпсіяере)
Пи́дра (ест. Põdra küla) — село в Естонії, у волості Пейпсіяере повіту Тартумаа.

## Населення
Чисельність населення на 31 грудня 2011 року становила 23 особи.

## Географія
Через населений пункт проходить автошлях 22250 (Луунья — Кавасту — Кооза).

## Історія
До 23 жовтня 2017 року село входило до складу волості Вара.